# سندستون، استرالیای غربی
سندستون (به انگلیسی: Sandstone) یک شهرک در استرالیا است که در استرالیای غربی واقع شده‌است.